# Grampa in Oz
Grampa in Oz (1924) é o décimo-oitavo livro sobre a terra de Oz criada por L. Frank Baum, e o quarto escrito por Ruth Plumly Thompson.